# Coupe d'Irlande du Nord féminine de football 2017
Navigation
Édition précédente Édition suivante
La 13e Coupe d'Irlande du Nord féminine de football, en anglais IFA Womens Challenge Cup, se dispute entre le 24 avril 2017 le mois de septembre de la même année. Le Linfield Ladies Football Club remet en jeu son titre obtenu en 2016. 
La finale oppose deux clubs en position de remporter pour la première fois de leur histoire la compétition, Sion Swifts Ladies et Newry City Ladies. C'est Sion Swifts qui l'emporte sur le score de deux buts à zéro.

## Premier tour[1]
Le premier tour a lieu le lundi 24 avril 2017.
| Club recevant        | Score           | Club visiteur         |
| -------------------- | --------------- | --------------------- |
| Armagh City Ladies   | -               | Crewe United Ladies   |
| Bangor Ladies        | 2-4             | Carnmoney Ladies      |
| Chimney Corner Breda | 2-2 t. a. b.3-1 | Comber Rectory FC     |
| Coleraine LFC        | -               | Ambassadors Ladies    |
| Derry City FC        | -               | Lurgan Town Ladies    |
| East Belfast         | 7-0             | Carrick Rangers       |
| Killen Rangers       | 4-1             | Portadown LFC         |
| PSNI                 | 2-2 5-3t. a. b. | Banbridge Town Ladies |

## Deuxième tour
Le deuxième tour voit l'entrée en lice des clubs de première division. Les matchs se déroulent le 8 mai.
| Club recevant            | Score            | Club visiteur                   |
| ------------------------ | ---------------- | ------------------------------- |
| Crewe United Ladies      | 3-2              | PSNI                            |
| Chimney Corner Breda     | 2-2 t. a. b. 3-2 | East Belfast                    |
| Coleraine Ladies         | -                | Cliftonville Ladies             |
| Derry City FC            | -                | Carnmoney                       |
| Glentoran Belfast United | 8-0              | Ballymena United Allstars       |
| Killen Rangers           | 0-5              | Crusaders Newtownabbey Strikers |
| Mid-Ulster Ladies        | 1-10             | Newry City Ladies               |
| Sion Swifts Ladies       | 2-0              | Linfield Ladies                 |

## Quarts de finale
Les quarts de finale se déroulent le 19 juin 2017
| Club recevant               | Score | Club visiteur                   |
| --------------------------- | ----- | ------------------------------- |
| Chimney Corner Breda Ladies | 0-13  | Crusaders Newtownabbey Strikers |
| Cliftonville Ladies         | 2-3   | Sion Swifts Ladies              |
| Crewe United Ladies         | 1-3   | Carnmoney Ladies                |
| Glentoran Belfast United    | 1-3   | Newry City Ladies               |

## Demi-finales
les demi-finales se déroulent le 21 août 2017.
| Demi finale 1      | Newry City Ladies | (forfait) | Carnmoney Ladies |  |  |
| 21 août 2017 20:30 |                   | (–)       |                  |  |  |

| Demi finale 2      | Sion Swifts Ladies | 1-1         | Crusaders Newtownabbey Strikers |  |  |
| 21 août 2017 20:30 |                    | (1-1)       |                                 |  |  |
| 21 août 2017 20:30 | 8                  | Tirs au but | 7                               |  |  |

## Finale
| Finale                 | Newry City Football Club | 0-2 | Sion Swifts Ladies And Girls Football Club | Windsor Park         |                      |
| 7 septembre 2017 21:30 |                          | (–) | Kendra McMullan (2)                        | Arbitrage : R. Hanna | Arbitrage : R. Hanna |